# Bertren
Bertren é uma comuna francesa na região administrativa de Occitânia, no departamento dos Altos Pirenéus. Estende-se por uma área de 2,66 km², Em 2010 a comuna tinha 181 habitantes (densidade: 68 hab./km²)..